# Limenitis emilia
Limenitis emilia är en fjärilsart som beskrevs av Hans Fruhstorfer 1908. Limenitis emilia ingår i släktet Limenitis och familjen praktfjärilar. Inga underarter finns listade i Catalogue of Life.